# Клеллам (округ, Вашингтон)
Шаблон:StateAbbr_ 48°06′45″ пн. ш. 123°26′27″ зх. д. / 48.1125° пн. ш. 123.44083333333° зх. д.
Округ  Клеллам (англ. Clallam County) — округ (графство) у штаті Вашингтон, США. Ідентифікатор округу 53009.

## Історія
Округ утворений 1854 року.

## Демографія
За даними перепису 2000 року загальне населення округу становило 64525 осіб, зокрема міського населення було 33794, а сільського — 30731. Серед мешканців округу чоловіків було 32054, а жінок — 32471. В окрузі було 27164 домогосподарства, 18068 родин, які мешкали в 30683 будинках. Середній розмір родини становив 2,78.
Віковий розподіл населення поданий у таблиці:
| Стать    | До 15 років | 15-21 | 22-29 | 30-39 | 40-49 | 50-65 | 65-85 | Понад 85 |
| -------- | ----------- | ----- | ----- | ----- | ----- | ----- | ----- | -------- |
| Чоловіки | 5826        | 3160  | 2483  | 3587  | 4815  | 5986  | 5676  | 521      |
| Жінки    | 5533        | 2628  | 1983  | 3522  | 4988  | 6287  | 6484  | 1046     |

## Суміжні округи
- Кепітел — північ
- Джефферсон — південь, схід
- Каувічен-Велі — північний захід

## Виноски
1. ↑  U.S. Decennial Census. United States Census Bureau. Архів оригіналу за 26 квітня 2015. Процитовано 7 січня 2014.
2. ↑  Historical Census Browser. University of Virginia Library. Архів оригіналу за 11 Серпня 2012. Процитовано 7 січня 2014.
3. ↑  Population of Counties by Decennial Census: 1900 to 1990. United States Census Bureau. Архів оригіналу за 2 Лютого 2019. Процитовано 7 січня 2014.
4. ↑  Census 2000 PHC-T-4. Ranking Tables for Counties: 1990 and 2000 (PDF). United States Census Bureau. Архів оригіналу (PDF) за 18 Грудня 2014. Процитовано 7 січня 2014.
5. ↑  State & County QuickFacts. United States Census Bureau. Архів оригіналу за 14 січня 2016. Процитовано 7 січня 2014.(англ.) Наведено за англійською вікіпедією.
6. ↑  American FactFinder. Бюро перепису населення США. Архів оригіналу за 29 липня 2011. Процитовано 31 січня 2008.

| США | Це незавершена стаття з географії США. Ви можете допомогти проєкту, виправивши або дописавши її. |